# マサモードアカデミーオブアート
マサモードアカデミーオブアート (Masa Mode Academy of Art) は、大阪市中央区玉造1-7-18に所在する美術学校。

## 概要・沿革
イラストの美術学校。マサアカシが主宰・講師を務める。1959年に大阪・心斎橋の画材店の一角を借りてスタイル画教室を開くことから始まった。1988年に、Masa Mode Academy of Art として設立され現在に至る。

## 出身者

### イラストレーター
- おちあやこ
- ena
- かじうめちえこ